# Telmo de Lima Freitas
Telmo de Lima Freitas (São Borja, 13 de fevereiro de 1933 – Cachoeirinha, 18 de fevereiro de 2021) foi um cantor e compositor brasileiro de música regional gaúcha

## Biografia
Filho do oficial do exército Leonardo Francisco Freitas e da campeira Mariana de Lima Freitas, Telmo desde cedo demonstrou que seguiria a carreira musical. Aos dois anos de idade, estampou a capa da Revista Cacimba tendo na mão um cavaquinho, presente de sua madrinha. Mais tarde, recebeu um violão de presente de um amigo.
Aos 14 anos, participou do grupo Quarteto Gaúcho. Nos anos 50, apresentou o programa gauchesco Porongo de Pedra, na Rádio ZYFZ-Fronteira do Sul, de São Borja. Em 1969, participou do primeiro Festival de Música Regionalista organizado pela Rádio Gaúcha.
Em 1973, lançou seu primeiro disco, intitulado O Canto de Telmo de Lima Freitas. Morou durante anos em Uruguaiana e outras cidades do interior como por exemplo Itaqui, durante 4 anos aonde se aposentou como agente da policia Federal.Rio Grande do Sul.
Com seus amigos Edson Otto e José Antônio Hahn, criou o grupo Os Cantores dos Sete Povos, com o qual conquistou o troféu Calhandra de Ouro da Califórnia da Canção Nativa de Uruguaiana, em 1979, com a  canção Esquilador. Com o grupo, Telmo participou das 11 primeiras edições do festival.
Em 1980, lançou Alma de Galpão, produzido de maneira independente e financiado pelo grupo Olvebra.
Com o álbum A Mesma Fuça, recebeu o Troféu Açoriano em duas categorias: Melhor Compositor e Melhor CD Regional. É autor do livro de poesias crioulas "De Volta ao Pago", lançado pela Gráfica e Editora Treze de Maio.
Em 2006, Telmo gravou em Porto Alegre uma compilação de sua discografia, denominada Aparte, onde toca com antigos parceiros, como Joãozinho Índio, Luiz Carlos Borges e Paulinho Pires. Aparte é uma produção independente dirigida por sua filha, Ana Elisa de Castro Freitas, com desenho de som de Cristiano Scherer, arranjo vocal da própria Ana Elisa e participação dos netos, João Francisco Freitas Scherer e Carolina Freitas Scherer e trás a percussão assinada pelo filho, Kiko Freitas, que inclui tesouras de tosquia entre os objetos percussivos na clássica faixa Esquilador.
No começo de sua carreira conciliou-a com diversas outras profissões. Foi enfermeiro, peão de estância e trabalhou em lavouras de arroz, além de ter sido agente da Polícia Federal de Porto Alegre.

## Discografia

### Álbuns de estúdio
| Ano  | Álbum                            | Gravadora    |
| ---- | -------------------------------- | ------------ |
| 1973 | O Canto de Telmo de Lima Freitas | PolyGram     |
| 1990 | Alma de Galpão                   | Independente |
| 1993 | Tempos de Praça                  | USA Discos   |
| 1994 | De Marcha Batida                 | USA Discos   |
| 1996 | Rastreador                       | USA Discos   |
| 2000 | A Mesma Fuça                     | USA Discos   |
| 2001 | Poesias                          | USA Discos   |
| 2002 | Carteio da Vida                  | USA Discos   |
| 2006 | Aparte                           | Independente |

#### Coletâneas
| Ano  | Álbum            | Gravadora        |
| ---- | ---------------- | ---------------- |
| 2010 | 35 Mega Sucessos | Mega Tchê Discos |

## Prêmios e indicações

### Prêmio Açorianos
| Ano  | Categoria                                  | Indicação             | Resultado |
| ---- | ------------------------------------------ | --------------------- | --------- |
| 2000 | Compositor de Música Regional              | Telmo de Lima Freitas | Venceu    |
| 2000 | Disco de Música Regional                   | A Mesma Fuça          | Venceu    |
| 2012 | Homenageado do Ano - pelo conjunto da obra | Telmo de Lima Freitas | Venceu    |